# 施內伯登山
47°38′17″N 11°48′42″E / 47.63792°N 11.81168°E

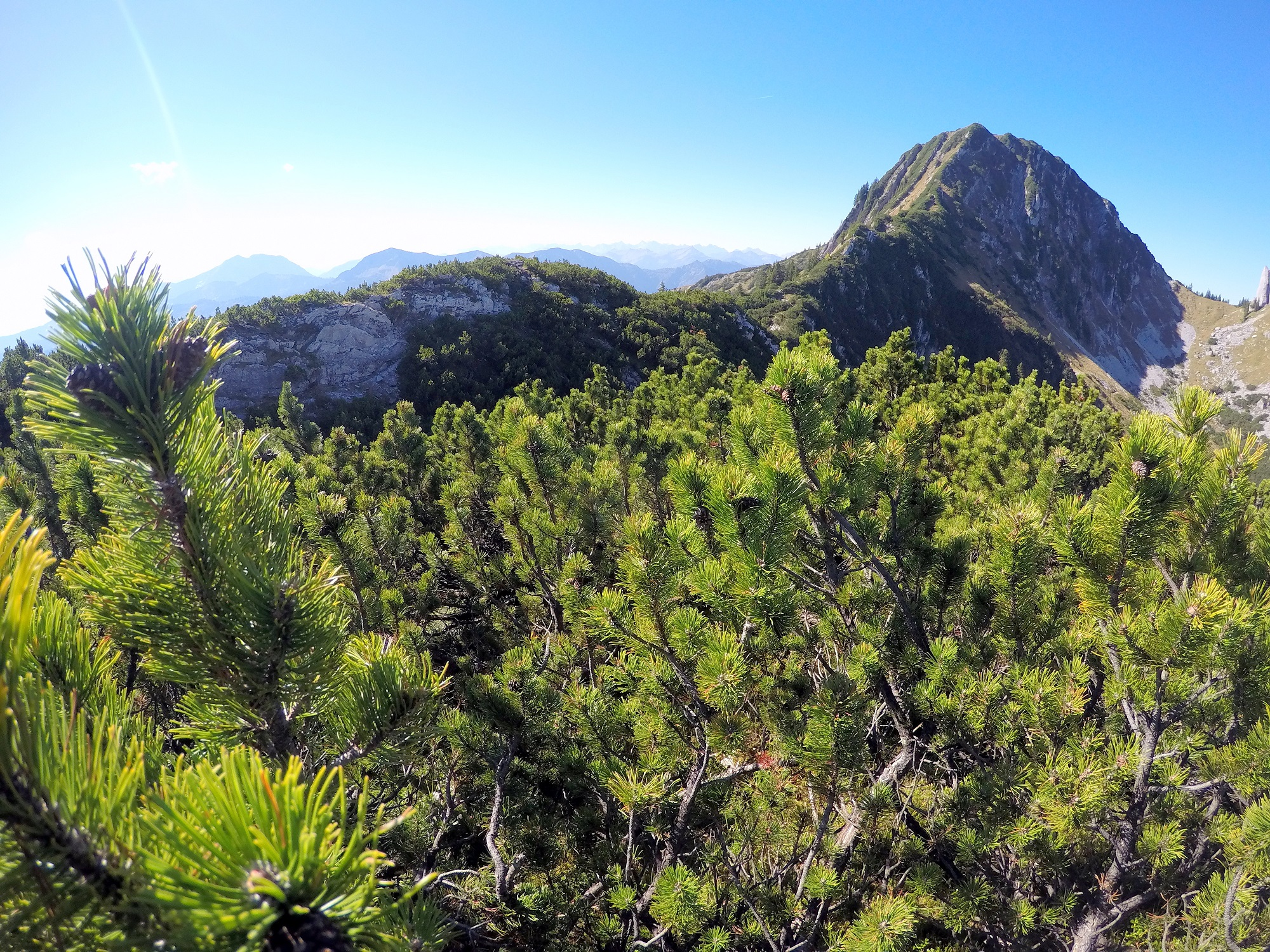

施內伯登山（德語：Schneeböden），是德國的山峰，位於該國東南部，由巴伐利亞負責管轄，屬於巴伐利亞前阿爾卑斯山脈的一部分，距離里瑟科格爾山0.3公里，海拔高度1,675米。